# Nick Gibb
Pour les articles homonymes, voir Gibb.
Nicolas John Gibb (né le 3 septembre 1960) est un homme politique britannique exerçant les fonctions de . Membre du Parti conservateur, il est député pour Bognor Regis et Littlehampton de 1997 à 2024. Il est ministre d'État chargé des normes scolaires de 2010 à 2012, de 2015 à 2021 et ministre d’État chargé des Écoles du 26 octobre 2022 au 13 novembre 2023.

## Jeunesse
Nick Gibb est né à Amersham, dans le Buckinghamshire, et fait ses études à la Bedford Modern School, à la Maidstone Grammar School, à la Roundhay School de Leeds et à la Thornes House School de Wakefield.
Il fréquente ensuite le Collège de St Hild et St Bede à l'Université de Durham où il obtient un baccalauréat ès arts en droit en 1981. Gibb est membre de la Fédération des étudiants conservateurs à une époque où ils sont influencés par des idées libertaires radicales. Il se présente aux élections au comité NUS en 1981, mais n'obtient qu'un seul vote après avoir accusé le NUS de soutenir ouvertement les organisations terroristes. Après avoir quitté l'université, Gibb est impliqué dans un scandale concernant des candidatures pour les élections à la conférence NUS de 1982 à Blackpool, Gibb étant accusé d'avoir falsifié des signatures pour présenter les candidats conservateurs au scrutin.
À la sortie de l'école, il prend un emploi d'homme à tout faire dans un hôtel de Londres, passant ses soirées à la Chambre des communes à regarder les débats de fin de soirée depuis la galerie publique.
En 1982, Gibb rejoint NatWest comme comptable stagiaire, avant de travailler au kibboutz Merom Golan en 1983. En 1984, il rejoint KPMG comme Expert-comptable jusqu'à son élection au parlement. Il est membre de l'Institut des comptables agréés (FCA).

## Carrière politique
Gibb est directeur de campagne pour Cecil Parkinson aux élections générales de 1987, et est le secrétaire de l'Association conservatrice de Bethnal Green et Stepney en 1988, devenant son président l'année suivante.
Gibb se présente à Stoke-on-Trent Central aux élections générales de 1992, mais est battu, terminant à la deuxième place quelque 13 420 voix derrière le député travailliste Mark Fisher. En 1994, Gibb est choisi pour se présenter à l'élection partielle de Rotherham, causée par la mort de James Boyce. Il termine à la troisième place, 12 263 voix derrière le vainqueur Denis MacShane.
Gibb est choisi pour se présenter comme candidat conservateur pour le siège nouvellement créé dans le Sussex de l'Ouest de Bognor Regis et Littlehampton aux élections générales de 1997. Gibb remporte le siège avec une majorité de 7 321 voix et y est député depuis. Il prononce son premier discours le 4 juillet 1997.
Peu de temps après son élection, Gibb est nommé par William Hague comme porte-parole sur le commerce et l'industrie en 1997, avant de rejoindre le comité de la sécurité sociale plus tard dans l'année. L'année suivante, en 1998, il est porte-parole sur le trésor, puis au commerce et à l'industrie en 1999.
Il est brièvement porte-parole sur l'environnement, les transports et les régions après les élections générales de 2001, mais démissionne sous la direction de Iain Duncan Smith, apparemment parce qu'il n'est pas satisfait de son nouveau poste. Michael Howard, après la défaite du Parti conservateur aux élections générales de 2005, le nomme porte-parole pour l'éducation et les jeunes. Peu de temps après, le chef du Parti conservateur nouvellement élu, David Cameron, nomme Nick Gibb dans l'équipe de l'Éducation au poste de ministre des Écoles.
À la suite des élections générales de 2010 et de la formation d'un gouvernement de coalition conservateur-libéral démocrate, Gibb est nommé ministre d'État aux Écoles au sein du nouveau ministère de l'Éducation. Il quitte le gouvernement lors d'un remaniement ministériel en septembre 2012, mais revient au même département, à nouveau en tant que ministre d'État, en juillet 2014. Il est nommé au Conseil privé le 4 novembre 2016. Il redevient ministre d'État aux Écoles le 26 octobre 2022, dans le gouvernement Sunak, jusqu'au remaniement du 13 novembre 2023.

## Vie privée
Nick Gibb est le frère de Robbie Gibb, ancien consultant en relations publiques et ancien rédacteur en chef des programmes politiques de la BBC, The Daily Politics et (à titre de direction) This Week, qui est directeur de la communication du Premier ministre Theresa May en juillet 2017.
En mai 2015, Nick Gibb s'est déclaré gay et annonce ses fiançailles avec Michael Simmonds, le directeur général de l'organisation de sondage Populus. Ayant été ensemble pendant 29 ans, ils se marient en 2015.

## Publications
- Forgotten Closed Shop: Case for Voluntary Membership of Student Unions par Nicholas Gibb et David Neil-Smith, 1985, Cleveland Press  (ISBN 0-948194-01-4)
- Simplifying Taxes par Nick Gibb, 1987
- Duty to Repeal par Nick Gibb, 1989, Adam Smith Institute  (ISBN 1-870109-71-6)
- Bucking the Market par Nick Gibb, 1990
- Maintaining Momentum par Nick Gibb, 1992